# Ethel Arnold
Ethel Margaret Arnold (bautizada el 26 de mayo de 1865 -Isla de Wight, 5 de octubre de 1930) fue una sufragista, periodista, autora y conferenciante inglesa.

## Trayectoria

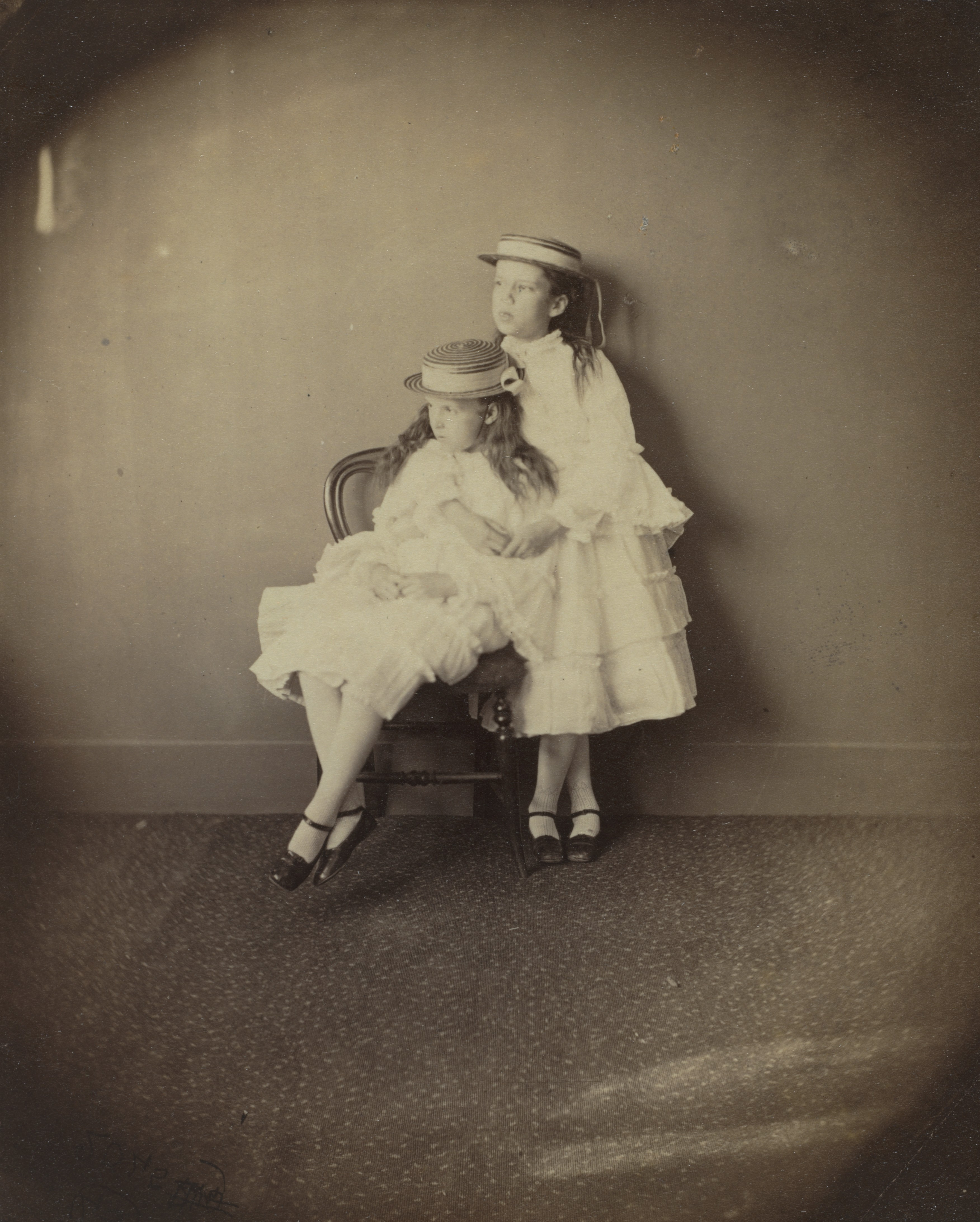
Julia y Ethel Arnold en 1872 por Lewis Carroll

Arnold nació en 1865, siendo la menor de los ocho hijos de Julia Sorrell y de Tom Arnold, profesor de literatura. Su tío era el poeta Matthew Arnold y su abuelo Thomas Arnold, director de la Rugby School. Una de sus hermanas se convirtió en la novelista Mary Augusta Ward. Otra hermana, Julia, se casó con Leonard Huxley, y sus hijos fueron Julian y Aldous Huxley.
El padre de Arnold había regresado a Australia tras convertirse al catolicismo y serle imposible encontrar trabajo. Trabajó en Irlanda, pero en 1865 había renunciado al catolicismo y volvió a ser anglicano. Esto suspuso que la familia se mudara a Oxford, donde su padre pudo trabajar.
Conoció a Lewis Carroll cuando era niña y ella y su hermana aparecieron en varias de sus fotografías. Para la Navidad de 1877, Lewis Carroll ideó el juego de palabras Escala de palabras para Julia y Ethel. El juego fue publicado después por Vanity Fair y Carroll. Ethel comentó ya adulta que había disfrutado de que le tomaran una foto, ya que era un descanso de su poco feliz vida hogareña. Siguió siendo amiga de Carroll en su edad adulta.
Ethel no consiguió una plaza en la universidad y parece que daba mucha importancia a la opinión de su hermana Mary que la convenció de que no debía perseguir su ambición de ser actriz y que dijo que Ethel no tenía la experiencia suficiente para ser una escritora de éxito. Cuando dijo esto, Ethel ya tenía el encargo de una novela.
Arnold se interesó tarde por la escritura, entre 1890 y 1900, ya que se dedicó a dar conferencias en las que abordaba el derecho del voto para las mujeres. Escribió 400 reseñas de libros para periódicos británicos y se dijo que su novela Platonics era "prometedora" cuando se publicó en 1896. La novela incluía una atracción lésbica que se resuelve cuando una de ellas se siente atraída por un hombre. Sin embargo, abandonó la escritura por la fotografía. Estudió en el Politécnico de Regent Street en 1898 y obtuvo excelentes resultados.
En 1909 inició una gira de conferencias por los Estados Unidos. Habló en el Carnegie Hall llenando el foso de la orquesta y sus charlas tuvieron un gran éxito. Cuando regresó en 1910,  ofreció una gran variedad de charlas sobre sus antepasados y humoristas como Lewis Carroll. Habló en St. Louis el 11 de abril por invitación de Amabel Anderson Arnold y otros. La organización sufragista St Louis Equal Suffrage League citó su charla como la inspiración para la formación de la organización.
Arnold murió en Totland en la Isla de Wight en 1930.